# Pedro de la Peña
Pedro de la Peña, OP (falecido a 7 de março de 1583) foi um prelado católico romano que serviu como segundo bispo de Quito de 1565 a 1583 e segundo bispo de Verapaz de 1564 a 1565.